# ترانه رادا
ترانه رادا (به هندی: Bol Radha Bol) فیلمی محصول سال ۱۹۹۲ و به کارگردانی دیوید داوان است. در این فیلم بازیگرانی همچون جوهی چاولا، ریشی کاپور، سوشما ست، آلوک نات، موهنیش باهل، کیران کومار، قادرخان، تیکو تالسانیا، شاکتی کاپور ایفای نقش کرده‌اند.